# Bucaletto
Bucaletto è un quartiere popolare della periferia sud-est di Potenza. Fu progettato all'indomani del terremoto dell'Irpinia del 23 novembre 1980, per risolvere i problemi delle famiglie sfollate a causa dei crolli di alcune abitazioni della città, difatti è caratterizzato dalla presenza di abitazioni singole, in prefabbricati.

## Il Piano di Riqualificazione[2]
Carlo Alessandro Manzo, docente di Progettazione Architettonica alla Seconda Università degli Studi di Napoli, e prima ancora docente alla facoltà di Ingegneria dell'UniBas, ha collaborato alla realizzazione del Piano di riqualificazione per Bucaletto. L'obiettivo era quello di trasformare l'area, allora considerata estremamente periferica, in un agglomerato di alloggi, negozi e uffici. Tale progetto doveva essere portato a compimento per mezzo di iniziative miste: finanziamenti pubblici e privati. Il piano prevedeva il graduale smantellamento dei prefabbricati, e la costruzione nella stessa area di alloggi popolari da assegnare alle famiglie più disagiate in base a criteri ben definiti. Il tutto accompagnato dalla realizzazione di un certo numero di "alloggi parcheggio" atti ad ospitare (a rotazione) le famiglie sfrattate. Il piano si prefiggeva uno scopo ben definito, ovvero rendere l'insediamento abitativo il più possibile eterogeneo: non solo dunque realizzazione di case popolari, ma anche di edifici destinati a differenti tipologie di residenti. Questo per rendere la zona più vivibile, parte integrante della città. In questo senso il progetto prevedeva la costruzione di un impianto sportivo, di una scuola, di una chiesa. Il tutto doveva però essere preceduto dalla bonifica totale dell'area, visto che gran parte dei prefabbricati nell'ormai lontano 1980 era stata realizzata con l'ausilio dell'amianto. Il piano prevedeva la divisione dell'area in tre unità morfologiche, ciascuna con una destinazione funzionale prevalente, fornita di caratteri architettonici rispondenti alle potenzialità del luogo e al tipo di attività prevista:
- Una prima zona situata a valle dove avviare la costruzione di uffici e negozi;
- Una situata a monte, distante dall'autostrada e dalla zona industriale, caratterizzata da alloggi a bassa densità e da alcune attrezzature di quartiere. Qui sarebbero sorte anche la scuola e la chiesa.
- Poi una struttura ad anello, costruita attorno alla piazza principale, in cui prevedere edifici pubblici e un certo numero di alloggi universitari.

Sono incerte ancora oggi le reali possibilità di portare a compimento tale progetto. Il tutto sembra ruotare attorno a tre grandi questioni: una volontà strettamente politica, la reale portata dei finanziamenti pubblici (finora esigui), l'interesse che un'area come quella di Bucaletto può realmente suscitare negli investitori privati. Fino a pochi anni fa, la cittadella era considerata area estremamente periferica, oggi tutta Potenza è cresciuta, si è estesa territorialmente, facendo diventare Bucaletto a tutti gli effetti parte integrante dell'assetto urbano.

### La riqualificazione oggi
- È stata ultimata la piazza centrale nei pressi di via delle Primule con annessi: pista ciclabile, parco giochi e fontana.
- Sono state ultimate undici palazzine e valle e due torri in via Robert Mallet nei pressi del raccordo autostradale 5.
- È stata inaugurata nel 2010 la scuola primaria  Gianni Rodari, situata nella parte alta del quartiere.
- È in via di costruzione il complesso parrocchiale: Santa Maria della Speranza
- Sono stati demoliti tutti i prefabbricati dei settori: 1, 2 e 7.

## Televisione
Il quartiere di Bucaletto è stato più volte soggetto principale di apparizioni televisive, soprattutto per mano dei programmi televisivi come Striscia la notizia, Le Iene e Storie italiane.
La questione in oggetto di queste apparizioni televisiva è per la maggior parte stata quella del caso dei prefabbricati in amianto, e del non-sviluppo avvenuto nel quartiere del capoluogo lucano. Per i residenti di questo quartiere le condizioni igienico sanitarie sono sotto lo standard del resto della città. Inoltre è presente un'acciaieria nelle vicinanze del quartiere cui porta una grande quantità di diossine nell'aria, altamente dannosa per l'uomo.